# Otto Mencke
Otto Mencke (22 de março de 1644 — 1707) foi um filósofo e matemático alemão. Doutorado pela Universidade de Leipzig em 1666, com a tese Ex Theologia naturali — De Absoluta Dei Simplicitate, Micropolitiam, id est Rempublicam In Microcosmo Conspicuam.
É particularmente notável por ter fundado em 1682 o primeiro periódico científico na Alemanha, o Acta Eruditorum. Foi professor de filosofia moral na Universidade de Leipzig, mas é mais conhecido por sua genealogia acadêmica, que produziu uma linhagem refinada de matemáticos, incluindo personalidades notáveis como Carl Friedrich Gauss e David Hilbert.
O Mathematics Genealogy Project registra 80135 matemáticos afim em sua linhagem (em 1 de fevereiro de 2014).
Isaac Newton e Mencke corresponderam-se em 1693.